# Александър Кайдановски
Александър Леонидович Кайдановски (на руски: Алекса́ндр Леони́дович Кайдано́вский) е руски (съветски) актьор, сценарист и режисьор.

## Биография
Александър Кайдановски е роден на 23 юли 1946 г. в Ростов на Дон в семейството на инженер. След като родителите му се развеждат, живее първо с майка си а след това при баща си. Израства в дух на свободолюбие.
След завършване на основното си образование, в 1960 г. постъпва в Днепропетровския заваръчен техникум но още на следващата година го напуска. Учи в Ростовското училище по изкуствата, където през 1965 г. завършва режисьорския клас на Михаил Бушнов. Заминава за Москва. Тук постъпва в Московския художествен академичен театър (МТХА), но остава за кратко. Премества се в театралния институт „Борис Щукин“, който завършва през 1969 г. От 1969 до 1971 г. е актьор в Държавния академичен театър „Евгений Вахтангов“, където изпълнява дребни роли. През 1973 г. отива в армията и служи в кавалерийския полк към киностудия „Мосфилм“. Тук изиграва белогвардееца ротмистър Лемке в известния филм на Никита Михалков „Свой сред чужди, чужд сред свои“ (1974). Става популярен актьор и участва в множество филми. Световна слава му носи ролята на Сталкера в едноименния филм на Андрей Тарковски от 1979 г. Освен като актьор се изявява като режисьор и сценарист.
От 1989 г. преподава режисура в театралния институт „Борис Щукин“. През 1993 получава званието „Заслужил деятел на изкуството на Русия“. На следващата година е член на журито на Международния кинофестивал в Кан.
Умира вследствие на инфаркт през 1995 г.
През 1998 г. режисьорът Е. Цимбал заснема филма „Сънят на Сталкера“, разказващ за творческия път на Александър Кайдановски.

## Семейство
Кайдановски има четири брака. От първата си съпруга Ирина, за която се жени още съвсем млад, има дъщеря на име Даря. С втората си жена, актрисата Евгения Симонова, се запознава на снимките на „Изчезналата експедиция“ през 1975. От нея има дъщеря Зоя. Третата му съпруга е Наталия Судакова Кайдановска, от която има син Андрей. През 1995 г., малко преди смъртта си, се жени за 23-годишната Инна Пиварс.

## Избрана филмография
- 1967 – „Анна Каренина“ – Жул Ландо (по едноименния роман на Лев Толстой)
- 1968 – „Първа любов“
- 1973 – „Краха на инженер Гарин“ – доктор Волф (по мотиви от романа на Алексей Толстой)
- 1974 – „Свой сред чужди, чужд сред свои“ – ротмистър Лемке
- 1975 – „Изчезналата експедиция“ – офицера Зимин
- 1975 – „Под покривите на Монмартър“ – Раул
- 1979 – „Разследването на пилота Пиркс“ – пилота-андроид Ян Новак (по повестта на Станислав Лем)
- 1979 – „Сталкер“ – Сталкера (по братя Стругацки)
- 1987 – „Десет малки негърчета“ – Филип Ломбард (по Агата Кристи)
- 1988 – „Новите приключения на един янки в двора на крал Артур“ – Ланселот